# Jüdischer Friedhof (Zbraslavice)
Koordinaten: 49° 49′ 11,2″ N, 15° 11′ 9,4″ O

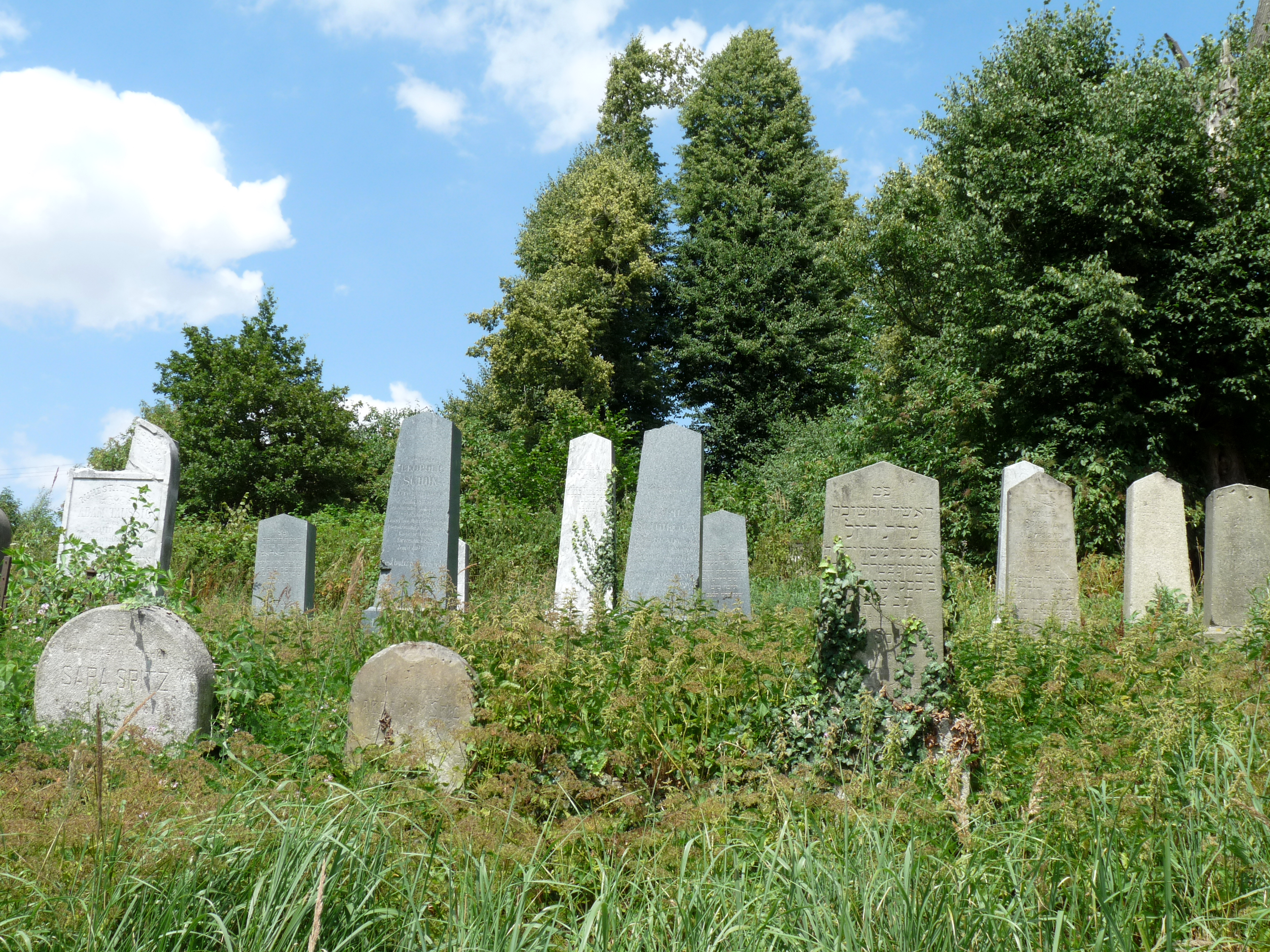
Jüdischer Friedhof in Zbraslavice

Der Jüdische Friedhof in Zbraslavice ist ein jüdischer Friedhof in Zbraslavice, Okres Kutná Hora,  Mittelböhmische Region, Tschechien.
Der Friedhof wurde 1797 nördlich des Ortes auf einer Anhöhe angelegt und ist seit 1988 ein geschütztes Kulturdenkmal. Auf dem 4018 Quadratmeter großen Friedhof sind in den 2020er Jahren mehrere hundert Grabsteine erhalten.  
Die älteste bekannte jüdische Gemeinschaft im Ort stammt wahrscheinlich aus dem 17. Jahrhundert. Der erste schriftliche Nachweis stammt aus dem Jahr 1724. Die Chewra Kadischa wurde 1692 gegründet. Der Höchststand der jüdischen Bevölkerung lag 1850 bei 215. Später zogen die Juden in die großen Städte. Die unabhängige Gemeinde löste sich vor 1921 auf. 1930 gab es 19 Juden im Ort. 
Der jüdische Friedhof entstand im Jahr 1797. Ein älterer Friedhof war im 18. Jahrhundert abgerissen worden. Erwähnenswerte Bestattete sind mehrere Rabbiner sowie Vorfahren der Brüder František Langer (Schriftsteller und Dramatiker) und Jiří Mordechai Langer (Schriftsteller und Dichter). Die letzte bekannte jüdische Beerdigung auf dem Friedhof fand vor 1943 statt. 
Der isolierte Vorstadthügel war in den 2020er Jahren nicht markiert und nicht durch ein Schild ausgewiesen. Man erreicht ihn, indem man direkt von einer öffentlichen Straße abbiegt. Er ist ohne Zaun oder Tor für alle zugänglich. Die ungefähre Größe des Friedhofs vor dem Zweiten Weltkrieg betrug 0,4018 ha. Die Größe in den 2020er Jahren beträgt 0,3968 ha.
In den 2020er Jahren befanden sich mehrere hundert Steine noch am ursprünglichen Standort. Davon waren viele umgestürzt oder zerbrochen. Die Grabsteine stammen aus der Zeit von 1815 bis ins 20. Jahrhundert. Der Verbleib der entfernten Steine ist unbekannt. Die flachen beschrifteten Steine sind aus Granit und Sandstein. Sie weisen eingemeißelte Reliefverzierungen auf und haben hebräische und deutsche Inschriften. Es gibt keine bekannten Massengräber. Die Prager Jüdische Gemeinschaft ist Eigentümerin des Grundstücks, das als jüdischer Friedhof, Lagerplatz und Mülldeponie genutzt wird. Die angrenzenden Grundstücke sind Erholungsgebiete, landwirtschaftliche Flächen und Wohngebiete. Der Friedhof ist durch die unterirdische Verlegung von Stromkabeln verkleinert worden. Während der Zeit des Zweiten Weltkriegs wurde viele Steine beschädigt.